# Jornalismo wiki
Jornalismo wiki é uma forma de jornalismo participativo ou crowdsourcing, que usa a tecnologia wiki para facilitar a colaboração entre os usuários. É um tipo de jornalismo colaborativo. O maior exemplo de jornalismo wiki é o Wikinews. De acordo com Paul Bradshaw, existem cinco grandes tipos de jornalismo wiki: segundo projeto de jornalismo wiki, uma parte do jornalismo num “cenário secundário”, durante o qual leitores podem editar um artigo produzindo-o em casa; jornalismo wiki crowdsourcing, um meio de abranger material que não poderia ter sido produzido em casa (provavelmente por razões logísticas), mas que se torna possível através de tecnologia wiki; jornalismo wiki complementar, envolve a criação de um complemento para uma parte do jornalismo original; jornalismo wiki aberto, em que uma wiki é criada como um espaço aberto, cujo tema é decidido pelo usuário, e onde o material pode ser produzido sem necessidade de seguir um processo de requisição e jornalismo wiki logístico, envolve uma wiki limitada aos colaboradores domésticos que permitem a autoria múltipla, e também pode facilitar a transparência, e a natureza contínua.

## Estudos de caso
O Wikinews foi lançado em 2004 como uma tentativa de construir uma operação de notícias seguindo a tecnologia wiki. Na qual Wikinews e a Wikipedia tem sido bem sucedidas na cobertura de grandes eventos de notícias que envolvem um grande número de pessoas, como o Furacão Katrina e o Tiroteio de Virginia Tech, onde as notícias em primeira mão formaram a maior parte das entradas no portal, prezando sempre pela boa qualidade da reportagem como o valor principal. Thewall & Stuart classificam Wikinews e Wikipedia como importantes ferramentas durante a crise causada pelo Furacão Katrina, o que fez até com que menções e discussões sobre novas tecnologias fossem adiantadas. 
Mike Yamamoto destaca que “Em tempos de emergência, wikis são rapidamente reconhecidas como importantes pontos de concentração de novas contas. mas também locais para troca de recursos, boletins de segurança, relatórios de pessoas desaparecidas e outras informações vitais. Wikis funcionam também como um ponto de encontro para grupos virtuais de apoio.” Ele também enxerga a necessidade por uma comunidade como a força motriz por trás do movimento.
Em junho de 2005, o LA Times decidiu fazer um experimento com o wikitorial durante a Guerra do Iraque, publicando seu próprio editorial online e também convidando leitores para documentarem os eventos usando a tecnologia wiki. O experimento recebeu ampla cobertura, tanto antes como depois do seu lançamento na mídia tradicional e na blogosfera. Contudo, em termos editoriais, o experimento foi reconhecido como um fracasso. 
Em 2006 Wired também realizou um experimento com um artigo sobre wikis. O escritor Ryan Singel submeteu a seu editor um rascunho com 1000 palavras. “Ao invés de reduzir a história para 800 palavras e torná-la mais legível, nós a postamos em uma wiki social em 29 de agosto, e anunciamos que ela estava disponível para alterações por qualquer um que estivesse disposto a se registrar no site e realizar a edição” . Quando o experimento foi concluído, Singel notou o seguinte: “houve 348 edições em sua publicação, 21 títulos sugeridos e 39 edições nas páginas de discussões. Trinta hyperlinks foram adicionados aos vinte já existentes na história original.” Ele ainda apontou o seguinte: “um usuário não gostou das citações que usei de Ward Cunnigham, o pai do software wiki, então eu postei uma grande quantidade das minhas notas da entrevista no site para que a comunidade pudesse escolher uma melhor para substituir.”.
Percebeu-se que a história final foi mais precisa e mais representativa ao demonstrar como wikis são utilizadas, mas teria sido uma melhor história se tivesse sido produzida tradicionalmente. As edições ao longo da semana geraram a falta de alguns fluxos narrativos que a Wired News normalmente apresenta. As transições parecem um pouco repentinas, houve muitas menções a empresas, e pouco explicação sobre como as wikis funcionam.
Contudo, não se pode assumir que a experiência foi uma falha, e sentiu-se que a história claramente atingiu uma comunidade que quer produzir novas e melhores histórias. E os experimentos serão continuados a fim de encontrar maneiras de envolver mais esta comunidade.
Em abril de 2010, o Wahoo Newspaper realizou uma parceria com WikiCity Guides a fim de estender sua audiência e alcance local. “Com esta nova parceria, o Wahoo Newspaper fornece uma ferramenta útil para se conectar com nossos leitores, e para os nossos leitores se conectarem entre si.”, afirmou Shon Barenklau, editor do Wahoo Newspaper . Apesar do pouco tráfego virtual, quando comparada em larga escala, WikiCity Guides é reconhecida como a maior wiki no mundo, com mais de 13 milhões de páginas ativas. 

## Literatura do jornalismo wiki
Andrew Lih coloca wikis na categoria mais ampla do jornalismo participativo, que também inclui blogs e modelos do jornalismo cidadão, como OhMyNews, e modelos de publicação peer-to-peer, como o Slashdot. Ele também aponta que as wikis suprem a lacuna de conhecimento histórico posicionada no intervalo entre a publicação das notícias e a escrita do próximo livro de história.
O jornalismo participativo tem definido o jornalismo online não como uma simples maneira de reportar e publicar notícias, mas como um ciclo, onde um sistema é criado, usuários são habilitados, conteúdo jornalístico é gerado e o processo se repete de maneira a ser auto-aprimorado.  
Wikis são também identificadas como o próximo passo no jornalismo participativo. “Blogs ajudaram pessoas a publicarem e se expressarem. Redes sociais permitem aos blogueiros estarem sempre conectados entre si. Wikis são plataformas de auxílio à produção colaborativa entre essas pessoas que agora são capazes de se encontrar virtualmente.” 

## Vantagens
Uma wiki pode sintetizar a verdade coletiva sobre determinado evento, retratando as centenas de pontos de vistas e sem sobrecarregar jornalistas pela busca da verdade objetiva sobre o determinado evento.
As wikis permitem operações jornalísticas para cobrir de maneira eficaz questões sobre as quais existe uma gama ampla de opiniões, tornando muito difícil, ou até mesmo impossível, de sumarizar efetivamente em um único artigo. Por exemplo, problemas com transportes locais, eventos de grande porte, como festivais de música ou protestos, guias de restaurantes e lojas. Um bom exemplo é disponibilizado no site da Wikivoyage: um guia mundial de viagem escrito inteiramente por colaboradores que, ou viveram num local específico ou passaram tempo suficiente para compartilhar informações relevantes.
Organizações se propõem a iniciar wikis para seu público poder também encontrar uma maneira de identificar as preocupações de sua comunidade. A Wikipédia, por exemplo, destaca quais conhecimentos são mais compartilhados, uma vez que tanto o conteúdo como as propostas de criação e edição são feitas pelos próprios usuários.
Wikis também permitem coordenar e gerenciar uma notícia complexa que envolve um número grande de repórteres. Jornalistas poderão colaborar editando uma simples página web a que todos terão acesso. Organizações da mídia interessadas em transparência podem também publicar na wiki ao vivo, fornecendo ao espaço de discussão, que acompanha cada entrada, o potencial de criar um diálogo produtivo com os usuários.
Pensando na esfera financeira, existem também vantagens econômicas e competitivas em permitir que usuários criem artigos wiki. Com o crescimento de micropublicações a baixo custo, promovido pelo uso da internet, e a convergente entrada de emissoras tradicionais no mercado de notícias online, empresas jornalísticas encaram o aumento da competitividade por todos os lados. A receita das propagandas em broadcast e impressas enfrenta uma queda enquanto que a competição pela receita gerada por propagandas online é crescente, feroz e concentrada por poucos. Nos EUA, por exemplo, 99% da renda bruta gerada por propaganda foi destinada para os 10 melhores websites .
Wikis  promovem uma maneira dos websites  expandirem seu alcance. Em parte isso se deve ao fato de aumentarem o tempo que os usuários passam conectados aos sites, um fator determinante para atrair anunciantes. Quando uma wiki é bem sucedida, engaja uma comunidade, e uma comunidade que tem as ferramentas adequadas pode se autocontrolar. Um efeito colateral útil da comunidade para uma organização de notícias é a lealdade do leitor.
O sucesso na promoção do modelo wiki é atrelado a quatro motivos simples: a formatação amigável; estruturação por convenção, não imposta por software; segurança leve e acesso ubíquo e, transparência e histórico de edições.
Socialmente, wikis também agem como incentivo a estudantes ao fornecer a oportunidade de integrar conhecimento num programa de jornalismo educacional.

## Desvantagens
Há dois principais obstáculos para a disseminação na adoção de wikis: o vandalismo e a imprecisão. É possível identificar também a ausência de autoridade como um problema. A Wikipedia conseguiu alcançar grandes realizações em três anos, seus artigos apresentam uma variedade de graus de qualidade porque eles são personalizados e sempre disponíveis para novas edições. E essa variação de qualidade faz com que as pessoas sejam cautelosas com o seu conteúdo. A ausência de autoridade se dá principalmente devido à falta de uma figura de autoridade, como um mediador.
Segurança é um problema corrente no paradigma wiki. Uma nota na própria Wikipédia chegou a destacar essa falha, afirmando que wikis por natureza são suscetíveis a intervenções maldosas intencionais, popularizadas como trolling. Mesmo sendo fácil reverter entradas maliciosas, seria mais prudente prevenir o dano em primeiro lugar.
Ainda sobre segurança, algumas wikis permitem acesso à edição de conteúdo a usuários não registrados, tomando conhecimento apenas de seu endereço IP.  Outras são mais rigorosas e permitem criação e edição de conteúdo apenas a usuários registrados. Algumas wikis permitem ainda a edição tomando conhecimento apenas do endereço IP, mas favorecem usuários registrados oferecendo-lhes funcionalidades extras de auxílio à edição.
Em muitas wikis, se tornar um usuário registrado é uma atividade simples e pode ser feita rapidamente, mas requer dos usuários certo tempo para validar sua transição de status, ou ainda, exige a realização de certa quantidade de edições construtivas. Basicamante, wikis mais rigorosas quanto a acesso são mais confiáveis, mas apresentam crescimento lento. Enquanto que wikis mais abertas crescem mais rapidamente, porém se apresentam como alvos mais suscetíveis a vandalismo.
Guerras de edição entre colaboradores é outro problema em wikis, eles tendem a sobrescrever contribuições de outros colaboradores devido à divergência de opinião. 
Além do potencial alavancado pelas wikis, os colaboradores devem entender também a responsabilidade que há em publicar informações. O grande potencial da internet de promover um melhor jornalismo deriva da colaboração entre usuários, na qual eles compartilham e corrigem dados, fontes e fatos que o jornalista pode não encontrar obter facilmente. 
Uma das maiores desvantagens reside no fato da falta de ciência, por parte dos leitores, do próprio conceito de wiki. Apenas 2% dos usuários da internet estão familiarizados com o conceito. Entretanto, colunistas afirmam que se trata apenas de uma questão de tempo até que os editores profissionais comecem a experimentar o uso de wikis, assim como ocorreu com a difusão de blogs.